# Kamviri
Kamviri (کامويري 
transliterado como Kâmviri) es un dialecto del idioma kamkata-viri hablado por entre 5.000 y 10.000 miembros del pueblo Kom de Afganistán y Pakistán. Existen ligeras diferencias dialectales entre los hablantes de kamviri de Pakistán. Los nombres alternativos más utilizados son Kati, Kamozi, Shekhani o Bashgali.

## Fonológia
El inventario descrito por Richard Strand. Además, hay estrés.
La postura articulatoria neutra, como en la vocal reducida /a/ , consiste en la punta de la lengua detrás de los dientes inferiores y una raíz de la lengua elevada unida a una laringe elevada, produciendo un tono característico para las vocales átonas de aproximadamente una octava por encima de la vocal reducida /a/. tono de una laringe relajada.

### Consonantes
|                 |                 | Labiales | Dentales/ Alveolares | retrofleja | Postalveolares | Velares |
| --------------- | --------------- | -------- | -------------------- | ---------- | -------------- | ------- |
| Oclusivas       | Sordas          | p        | t                    | ʈ          |                | k       |
| Oclusivas       | Sonoras         | b        | d                    | ɖ          |                | ɡ       |
| Africadas       | Sordas          |          | t͡s                   | t͡ʂ         | t͡ʃ             |         |
| Africadas       | Sonoras         |          | d͡z                   | d͡ʐ         | d͡ʒ             |         |
| Fricativas      | Sordas          | (f)      | s                    | ʂ          | ʃ              | (x)     |
| Fricativas      | Sonoras         | v        | z                    | ʐ          | ʒ              | ɣ       |
| Nasales         | Nasales         | m        | n                    | ɳ          |                | ŋ       |
| Vibrante simple | Vibrante simple |          | ɾ                    | (ɽ)        |                |         |
| Aproximante     | lateral         |          | l                    |            |                |         |
| Aproximante     | central         |          |                      | ɻ          | j              |         |

- Los sonidos [f, x, q, ɢ, ħ, ʕ, h, ʔ] se encuentran en préstamos.

Entre vocales, /s, ʂ, ʃ/ voz a [z, ʐ, ʒ] .
- /v/ también se puede escuchar como bilabial [β] o labial aproximante [w].

Para la mayoría de los hablantes, y especialmente en Kombřom, /ʈ/ se convierte en una vibrante simple [ɽ].
- /k/ se convierte en una pulsación velar [ɡ̆].

Un sufijo /ti/ expresa [di] para la mayoría de los hablantes.
[ʈɭ, ɖɭ] son africadas fonéticas.
- Las nasales emiten un siguiente obstruyente.

Las consonantes laminales cambian la siguiente /a/ de [ɨ] a [i] .

### Vocales
|         | anterior | Central | posterior |
| ------- | -------- | ------- | --------- |
| Cerrada | i y      | (ɨ ⟨a⟩) | u         |
| Media   | e        | ə ⟨a⟩   | o         |
| Abierta |          | a ⟨â⟩   | (ɔ)       |

La ⟨a⟩ es [ː] después de otra vocal, [i] después de una consonante laminal y después de /ik, ek, iɡ, eɡ/. Para algunos hablantes, es [u] después de /uk, yk, uɡ, yɡ/. De lo contrario es [ə] o [ɨ].

## Vocabulario

### Pronombres
| Persona | Persona | Nominativo | Accusativo | Genitivo |
| ------- | ------- | ---------- | ---------- | -------- |
| 1st     | sg.     | õć, õ      | ī̃          | ĩ        |
| 1st     | pl.     | imo        | imō        | imo      |
| 2nd     | sg.     | tü         | tū         | tu       |
| 2nd     | pl.     | šo         | šō         | šo       |

### Números
1. ev
2. dü
3. tre
4. što
5. puč
6. ṣu
7. sut
8. uṣṭ
9. nu
10. duć